# Jelcz M182MB
Jelcz M182MB – autobus miejski, wyprodukowany w 1998 roku przez polską firmę Jelcz w Jelczu-Laskowicach we współpracy z niemiecką firmą Mercedes-Benz. Wyprodukowano tylko jeden egzemplarz, który był eksploatowany przez MPK Kraków do 2012 roku, po czym został rozebrany i zezłomowany.

## Historia modelu
Jelcz M182MB jest konstrukcją opartą na Mercedesie O405GN2. Do napędu autobusu wykorzystano silnik typu Mercedes - Benz OM447hLA o mocy maksymalnej 220 kW (300 KM) i 5-biegową automatyczną skrzynię biegów ZF 5HP590. Wyposażenie wnętrza autobusu wykonano w Polsce.